# Corythoderini
Tribu
Les Corythoderini sont une tribu d'insectes coléoptères de la famille des Aphodiidae.

## Distribution
Les espèces de cette tribu se rencontrent en Afrique subsaharienne, en Asie du Sud et en Asie du Sud-Est.

## Description
Les espèces de cette tribu mènent une vie associé aux termites,.

## Liste des genres
- Chaetopisthes Westwood, 1847
- Corythoderus Klug, 1845
- Eocorythoderus Maruyama, 2012
- Hemicorythoderus Tangelder & Krikken, 1982
- Paracorythoderus Wasmann, 1918
- Termitopisthes Wasmann, 1918

## Publication originale
- Schmidt, 1910 : Coleoptera Lamellicornia, fam. Aphodiidae. Genera Insectorum, vol. 110, p. 1–155.